# Hyperolius friedemanni
Hyperolius friedemanni es una especie de anfibios de la familia Hyperoliidae.

## Distribución geográfica y hábitat
Es endémica de los pantanos situados a lo largo de las orillas del lago Malaui (Malaui, Mozambique y Tanzania).